# Gabrielle Miller
Gabrielle Sunshine Miller (Vancouver, 9 novembre 1973) è un'attrice canadese.

## Biografia
Gabrielle Miller è stata un membro del cast della serie televisiva canadese Corner Gas, per la quale ha vinto un Gemini Award nel 2007 e due Leo Award nel 2005 e nel 2006..
L'attrice è stata anche parte del cast della serie Robson Arms prodotta dalla CTV, per la quale ha vinto un altro Leo Award nel 2007. La breve durata di entrambi i programmi le ha permesso di apparire in tutte e due le serie simultaneamente.
La Miller ha avuto anche un ruolo ricorrente nella serie televisiva Alienated nel 2004 dando a lei la possibilità di comparire come star in tre serie diverse nello stesso anno. La sua carriera televisiva e cinematografica è iniziata nel 1993 e da allora è apparsa in una grande varietà di produzioni americane e canadesi, inclusa Highlander, dove ha interpretato due diversi ruoli.
Gabrielle Miller è anche uno degli sponsor di World Vision International per il Canada.

## Filmografia parziale

### Attrice

#### Cinema
- Digger, regia di Rob Turner (1993)
- Starlight, regia di Jonathon Kay (1996)
- Rupert's Land, regia di Jonathan Tammuz (1998)
- Insieme per uccidere (The Silencer), regia di Robert Lee (1999)
- Marine Life, regia di Anne Wheeler (2000)
- Earliest Memory Exercise, regia di Stacey Stewart Curtis - cortometraggio (2000)
- Liebe auf den 2. Blick, regia di Matze Kahle e Skip Lackey (2002)
- How to Make a Canadian Film, regia di Matt Sinclair - cortometraggio (2005)
- Love and Other Dilemmas, regia di Larry Di Stefano (2006)
- Sisters & Brothers, regia di Carl Bessai (2011)
- Moving Day, regia di Mike Clattenburg (2012)
- Down River, regia di Ben Immanuel (2013)
- Corner Gas: The Movie, regia di David Storey (2014)
- The Steps, regia di Andrew Currie (2015)
- The Adventure Club, regia di Geoff Anderson (2017)
- Rabbit, regia di Jesse James Miller (2018)

#### Televisione
- Judgment Day: The John List Story, regia di Bobby Roth – film TV (1993)
- For the Love of My Child: The Anissa Ayala Story, regia di Waris Hussein – film TV (1993)
- Highlander (Highlander: The Series) – serie TV, episodi 2x10-3x05 (1993-1994)
- Jane's House, regia di Glenn Jordan – film TV (1994)
- La guerra di Eddie (Moment of Truth: To Walk Again), regia di Randall Zisk – film TV (1994)
- Vonnie è scomparsa (The Disappearance of Vonnie), regia di Graeme Campbell – film TV (1994)
- Neon Rider – serie TV, episodio 5x08 (1994)
- M.A.N.T.I.S. – serie TV, episodio 1x07 (1994)
- L'altra madre (The Other Mother: A Moment of Truth Movie), regia di Bethany Rooney – film TV (1995)
- Madison – serie TV, episodio 3x09 (1995)
- I viaggiatori (Sliders) – serie TV, episodio 1x04 (1995)
- X-Files (The X-Files) – serie TV, episodi 2x24-3x13 (1996) (1995-1996)
- Un amore soffocante (Mother, May I Sleep with Danger?), regia di Jorge Montesi – film TV (1996)
- Oltre i limiti (The Outer Limits) – serie TV, 4 episodi (1996-2002)
- Breaking the Surface: The Greg Louganis Story, regia di Steven Hilliard Stern – film TV (1997)
- The Advocate's Devil, regia di Jeff Bleckner – film TV (1997)
- Sentinel (The Sentinel) – serie TV, episodio 2x18 (1997)
- Dead Man's Gun – serie TV, episodio 1x03 (1997)
- Stargate SG-1 – serie TV, episodio 1x08 (1997)
- Una stella a quattro zampe (In the Doghouse), regia di George Trumbull Miller – film TV (1998)
- La crociera della paura (Voyage of Terror), regia di Brian Trenchard-Smith – film TV (1998)
- Floating Away, regia di John Badham – film TV (1998)
- Viper – serie TV, episodio 3x14 (1998)
- Poltergeist (Poltergeist: The Legacy) – serie TV, episodio 3x16 (1998)
- Welcome to Paradox – serie TV, episodio 1x07 (1998)
- La nuova famiglia Addams (The New Addams Family) – serie TV, episodio 1x05 (1998)
- As Time Runs Out, regia di Jerry London – film TV (1999)
- Da Vinci's Inquest – serie TV, episodi 1x12-1x13 (1999)
- The Net – serie TV, episodio 1x22 (1999)
- First Wave – serie TV, episodio 2x04 (1999)
- Ispettore Hughes: furto d'identità (The Inspectors 2: A Shred of Evidence), regia di Brad Turner – film TV (2000)
- Anatomy of a Hate Crime, regia di Tim Hunter – film TV (2001)
- The Immortal – serie TV, episodio 1x11 (2001)
- The Chris Isaak Show – serie TV, episodio 1x02 (2001)
- UC: Undercover – serie TV, episodi 1x01-1x02 (2001)
- Video Voyeur - Oltre i confini del segreto (Video Voyeur: The Susan Wilson Story), regia di Tim Hunter – film TV (2002)
- L'eredità di Michael (Due East), regia di Helen Shaver – film TV (2002)
- Jeremiah – serie TV, episodio 1x12 (2002)
- Breaking News – serie TV, episodi sconosciuti (2002)
- Pasadena – serie TV, 5 episodi (2002)
- The Twilight Zone – serie TV, episodio 1x14 (2002)
- Just Cause – serie TV, episodio 1x18 (2003)
- Jake 2.0 – serie TV, episodio 1x06 (2003)
- Alienated – serie TV, 8 episodi (2003-2004)
- Frasier – serie TV, episodio 11x17 (2004)
- The Collector – serie TV, episodio 1x07 (2004)
- Corner Gas – serie TV, 107 episodi (2004-2009)
- Robson Arms – serie TV, 19 episodi (2005-2008)
- One Dead Indian, regia di Tim Southam – film TV (2006)
- Elijah, regia di Paul Unwin – film TV (2007)
- Un fidanzato per mamma e papà (Holiday in Handcuffs), regia di Ron Underwood – film TV (2007)
- Intelligence – serie TV, episodio 1x12 (2007)
- Whistler – serie TV, episodio 2x04 (2007)
- Shoot Me Now – serie TV, episodi 2x04-2x05 (2008)
- Cold Case - Delitti irrisolti (Cold Case) – serie TV, episodio 7x12 (2010)
- NCIS - Unità anticrimine (NCIS) – serie TV, episodio 7x18 (2010)
- Due case per Natale (Trading Christmas), regia di Michael M. Scott – film TV (2011)
- Call Me Fitz – serie TV, 8 episodi (2012-2013)
- Lost Girl – serie TV, episodio 3x11 (2013)
- Person of Interest – serie TV, episodio 2x20 (2013)
- Satisfaction – serie TV, episodio 1x05 (2013)
- The Listener – serie TV, episodio 4x13 (2013)
- Mother Up! – serie animata, 13 episodi (2013) – voce
- Apple Mortgage Cake, regia di Michael M. Scott – film TV (2014)
- Il segreto di Babbo Natale (Christmas at Cartwright's), regia di Graeme Campbell – film TV (2014)
- Good Witch – serie TV, 9 episodi (2015-2016, 2019)
- Haven – serie TV, episodi 5x18-5x19 (2015)
- Adventures in Babysitting, regia di John Schultz – film TV (2016)
- Garage Sale Mystery – serie TV, episodio 1x09 (2017)
- La marcia nuziale 3: arriva la sposa (Wedding March: Here Comes the Bride), regia di David Weaver – film TV (2018)
- C'era una volta (Once Upon a Time) – serie TV, episodio 7x19 (2018)
- Corner Gas Animated – serie animata, 48 episodi (2018-2021) – voce
- The Magicians – serie TV, episodio 4x08 (2019)
- Le indagini di Hailey Dean (Hailey Dean Mystery) – serie TV, episodio 1x08 (2019)
- Pup Academy – serie TV, episodi 1x01-1x02 (2019)
- I misteri di Martha's Vineyard (Martha's Vineyard Mysteries) – serie TV, episodio 1x02 (2020)
- Trigger Me – serie TV, 6 episodi (2021)

## Doppiatrici italiane
Nelle versioni in italiano dei suoi lavori, Gabrielle Miller è stata doppiata da:
- Paola Majano in Robson Arms
- Monica Ward in NCIS - Unità anticrimine
- Federica De Bortoli in The Good Witch
- Anna Radici in Garage Sale Mystery: Messaggio di morte
- Laura Lenghi in C'era una volta
- Valeria Vidali ne L'accademia dei cuccioli
- Giò Giò Rapattoni in Law & Order - Unità vittime speciali

## Riconoscimenti (parziale)
Gemini Award
- 2007

Leo Award
- 2005[2]
- 2006[3]
- 2007[4]